# 德凯诺普格利亚机场
德凯诺普格利亚机场是服务于巴布亚省亚胡基摩县实际行政中心德凯的机场，位于城镇西北。
机场为巴布亚省中部高地地区的物流中心，在此机场修建之前，这一地区的物资集散集中在瓦梅纳机场。佐科·维多多希望继续发展此机场，并要求交通部长在两年之内将跑道从1,950米延伸到2,500米。印尼交通部已分配3,500亿印尼盾建设此机场，跑道扩建后可服务波音737-200和波音737-300，工程预计于2017年完工。

## 跑道
德凯诺普格利亚机场有一条1,950米×30米的沥青铺装跑道，海拔55米。

## 通航城镇
| 航空公司     | 目的地           |
| ------------ | ---------------- |
| 苏西航空     | 查亚普拉, 瓦梅纳 |
| 特里嘎纳航空 | 查亚普拉         |
| 风翼航空     | 查亚普拉         |

## 资料来源
1. ↑  . Indonesian DGCA. 19 October 2016  [2018-10-21]. （原始内容存档于2017-05-21）.
2. ↑  .   [2017-02-24]. （原始内容存档于2018-08-02）.
3. ↑  .   [2017-02-24]. （原始内容存档于2017-05-10）.
4. ↑  .   [2017-02-24]. （原始内容存档于2017-05-10）.